# Château de la Sevaudière (Bouère)
Le Château de la Sevaudière fait référence à deux châteaux français situés à Bouère, dans le département de la Mayenne et la région des Pays de la Loire. 
La Grande-Sévaudière est un château et une ferme à 2 200 mètres au Sud-Ouest du bourg. La Petite-Sévaudière ou Jeune-Sévaudière, près du bourg, est un château accompagné d'un pavillon carré et d'une tour au toit en forme cloche, isolés.

## Désignation de La Grande Sévaudière
- L'hébergement, mestairie et féage de la Sévaudière, 1449.
- La Vieille Sévaudière, 1613 (Chartrier de l'Abbaye de Bellebranche).
- Grand Sévaudière, manoir (Hubert Jaillot).
- La Grande Sévaudière, ferme (Carte de Cassini).

## Histoire
La Grande Sévaudière était une seigneurie mouvante de Bouère et en arrière-fief de Château-Gontier. Le château de la Grande Sévaudière, avant sa reconstruction moderne, avait trois tours à toits coniques, percées de meurtrières, une seule fenêtre à meneau croisé et quelques baies étroites à la façade. Au midi étaient des bâtiments du XVIIIe siècle. Les douves régnaient à l'Est et au Nord Le château actuel comprend deux corps de logis en équerre et une tour à l'angle extérieur.
Le château de la Petite-Sévaudière, près du bourg de Bouère, indiqué par Hubert Jaillot est reconstruit en 1860 en conservant de l'ancien logis une tour qui forme pavillon. Il relevait de la Vezouzière, du Haut-Tronchay et de la Commanderie de Thévalle. 

## Sources et bibliographie
- « Château de la Sevaudière (Bouère) », dans Alphonse-Victor Angot et Ferdinand Gaugain, Dictionnaire historique, topographique et biographique de la Mayenne, Laval, A. Goupil, 1900-1910 [détail des éditions] (BNF 34106789, présentation en ligne)